# Бирје
Бирје (фр. Birieux) је насељено место у Француској у региону Рона-Алпи, у департману Ен (Рона-Алпи).
По подацима из 2011. године у општини је живело 251 становника, а густина насељености је износила 15,86 становника/km².

## Демографија
| 1962. | 1968. | 1975. | 1982. | 1990. | 2011. |
| ----- | ----- | ----- | ----- | ----- | ----- |
| 125   | 110   | 97    | 102   | 125   | 251   |